# Geodia depressa
Espèce
Synonymes
Cydonium depressum
Geodia contorta est une espèce d'éponges de la famille des Geodiidae présente dans les eaux tout autour de la Turquie, en mer Méditerranée, en mer Égée et en mer Noire.

## Taxonomie
L'espèce est décrite par James Scott Bowerbank en 1873.
La localité type de l'espèce provient de la mer Égée.
Synonyme
- Cydonium depressum (Bowerbank, 1873)[1]